# Bikarkeppni karla (baloncesto) 2019-20
La Bikarkeppni karla 2019-20, llamada Geysisbikarinn por razones de patrocinio, fue la 54.ª edición de la Bikarkeppni karla (Copa de Islandia de baloncesto masculino), ganada por el Stjarnan contra el Grindavík.
La competición fue organizada por la Federación Islandesa de Baloncesto. La fase final que consta de semifinales y final, se disputó en el Laugardagshöll de Reikiavik el 12 y 15 de febrero de 2020, retransmitiéndose en directo por el canal público de televisión, RÚV.
El jugador del Stjarnan, Ægir Steinarsson, fue el Jugador Más Valioso tras conseguir 19 puntos, 14 asistencias y una valoración de 28 en la final.

## Primera ronda
20 equipos participantes: 8 de la Domino's deildin, 8 de la 1. deild karla, 3 de la 2. deild karla y 1 de la 3. deild karla. 
6 equipos exentos y clasificados directamente para los octavos de final.
Los partidos se celebraron entre el 1 y el 8 de noviembre de 2019.
| Local            | Visitante       | Resultado |
| ---------------- | --------------- | --------- |
| Reynir Sandgerði | ÍA              | 121–82    |
| KR-b             | Álftanes        | 74–97     |
| Skallagrímur     | Sindri          | 71–80     |
| Höttur           | Njarðvík        | 68–81     |
| Hamar            | Grindavík       | 77–96     |
| Breiðablik       | ÍR              | 94–86     |
| Snæfell          | Þór Akureyri    | 70–92     |
| Selfoss          | Tindastóll      | 68–83     |
| Haukar           | Þór Þorlákshöfn | 67–71     |
| Þór Akureyri-b   | Keflavík        | 40–114    |

## Octavos de final
16 equipos participantes: los 10 clasificados y los 6 exentos de la primera ronda. 10 de la Domino's deildin, 4 de la 1. deild karla y 2 de la 2. deild karla.
Los ganadores se clasifican para los cuartos de final.
Los partidos se jugaron entre el 5 y 8 de diciembre de 2019.
| Local           | Visitante        | Resultado |
| --------------- | ---------------- | --------- |
| Stjarnan        | Reynir Sandgerði | 123–59    |
| Tindastóll      | Álftanes         | 91–55     |
| Valur           | Breiðablik       | 97–81     |
| Þór Þorlákshöfn | Þór Akureyri     | 75–77     |
| Grindavík       | KR               | 110–81    |
| Sindri          | Ármann           | 124–74    |
| Vestri          | Fjölnir          | 68–85     |
| Njarðvík        | Keflavík         | 68–73     |

## Cuartos de final
8 equipos participantes: 7 de la Domino's deildin y 1 de la 1. deild karla.
Los ganadores se clasifican para la fase final.
Los partidos se jugaron entre el 20 y 21 de enero de 2020.
| Local      | Visitante    | Resultado |
| ---------- | ------------ | --------- |
| Fjölnir    | Keflavík     | 106–100   |
| Stjarnan   | Valur        | 78–65     |
| Sindri     | Grindavík    | 74–93     |
| Tindastóll | Þór Akureyri | 99–69     |

## Fase final
Los 4 equipos participantes eran de la Domino's deildin.
Todos los partidos se disputaron en el Laugardalshöll de Reikiavik.
|  | Semifinales           | Semifinales           | Semifinales           |          |           | Final                 | Final                 | Final                 |  |
|  | 12 de febrero de 2020 | 12 de febrero de 2020 | 12 de febrero de 2020 |          |           | 15 de febrero de 2020 | 15 de febrero de 2020 | 15 de febrero de 2020 |  |
|  |                       |                       |                       |          |           |                       |                       |                       |  |
|  |                       |                       |                       |          |           |                       |                       |                       |  |
|  | Fjölnir               | Fjölnir               | 74                    |          |           |                       |                       |                       |  |
|  | Fjölnir               | Fjölnir               | 74                    |          |           |                       |                       |                       |  |
|  | Grindavík             | Grindavík             | 91                    |          |           |                       |                       |                       |  |
|  | Grindavík             | Grindavík             | 91                    |          | Grindavík | Grindavík             | 75                    |                       |  |
|  |                       |                       |                       |          | Grindavík | Grindavík             | 75                    |                       |  |
|  |                       |                       | Stjarnan              | Stjarnan | 89        |                       |                       |                       |  |
|  | Tindastóll            | Tindastóll            | Stjarnan              | Stjarnan | 89        | 70                    |                       |                       |  |
|  | Tindastóll            | Tindastóll            |                       |          |           | 70                    |                       |                       |  |
|  | Stjarnan              | Stjarnan              | 98                    |          |           |                       |                       |                       |  |
|  | Stjarnan              | Stjarnan              | 98                    |          |           |                       |                       |                       |  |
|  |                       |                       |                       |          |           |                       |                       |                       |  |

## Semifinales

### Fjölnirvs.Grindavík
| 12 de febrero de 2020 | Fjölnir                                                | 74–91                                 | Grindavík                                                | |  |
| 17:30                 | Parciales: 25–22, 21–20, 17–23, 11–26                  | Parciales: 25–22, 21–20, 17–23, 11–26 | Parciales: 25–22, 21–20, 17–23, 11–26                    | |  |
|                       | Estadísticas Moses 20 Vučica 11 Sigurðsson, Tómasson 5 | Reporte Pts Reb Asts                  | Estadísticas Björnsson, Vasylius 25 LeDay 14 Björnsson 8 | Pabellón: Laugardalshöll, Reikiavik Asistencia: 1.183 espectadores Árbitros: Davíð Tómasson, Rögnvaldur Hreiðarsson, Johann Guðmundsson Televisión: RÚV |  |

### Tindastóllvs.Stjarnan
| 12 de febrero de 2020 | Tindastóll                                   | 70–98                                 | Stjarnan                                             | |  |
| 20:15                 | Parciales: 14–18, 29–27, 17–28, 10–25        | Parciales: 14–18, 29–27, 17–28, 10–25 | Parciales: 14–18, 29–27, 17–28, 10–25                | |  |
|                       | Estadísticas Brodnik 16 Perković 10 Geiger 8 | Reporte Pts Reb Asts                  | Estadísticas Tomsick 27 Hilmarsson 13 Steinarsson 15 | Pabellón: Laugardalshöll, Reikiavik Asistencia: 1.734 espectadores Árbitros: Kristinn Óskarsson, Jóhannes Friðriksson, Eggert Aðalsteinsson Televisión: RÚV |  |

## Final

### Grindavíkvs.Stjarnan
| 15 de febrero de 2020 | Grindavík                                              | 75–89                                 | Stjarnan                                                          | |  |
| 13:30                 | Parciales: 19–18, 15–18, 21–30, 20–23                  | Parciales: 19–18, 15–18, 21–30, 20–23 | Parciales: 19–18, 15–18, 21–30, 20–23                             | |  |
|                       | Estadísticas Björnsson 23 I. Guðmundsson 9 Björnsson 7 | Reporte Pts Reb Asts                  | Estadísticas Tomsick, Steinarsson 19 Bæringsson 12 Steinarsson 14 | Pabellón: Laugardalshöll, Reikiavik Asistencia: 2.245 espectadores Árbitros: Sigmundur Herbertsson, Davíð Tómasson, Jóhannes Friðriksson Televisión: RÚV |  |